# Tumor neuroendócrino
Tumores neuroendócrinos são neoplasias que se formam nas células dos sistemas nervoso e endócrino (hormonal). Muitos são benignos, embora alguns sejam malignos. Ocorrem com mais frequência no intestino, onde são por vezes designados tumores carcinoides, podendo também ocorrer no pâncreas, pulmões e no resto do corpo. Embora existam vários tipos de tumores neuroendócrinos, são tratados como um grupo de tecido, uma vez que as células destas neoplasias partilham características em comum: aparência semelhante, glândulas secretoras e muitas vezes a produção de aminas e hormonas polipetídeas.